# Аныракайское сражение
Аныракайское сражение (каз. Аңырақай шайқасы) — легендарное (вероятно, вымышленное) сражение казахско-джунгарских войн. Большинство событий джунгарско-казахской войны не зафиксированы в документах, так как у казахов не была распространена традиция письменной передачи информации. Таким образом, исторические свидетельства, подтверждающие сам факт сражения, отсутствуют. Впервые народное предание о битве было в 1905 году записано исследователем и собирателем казахского фольклора А. А. Диваевым.

## Содержание предания
Согласно преданию записанным А. А. Диваевым, это последняя победоносная для казахов битва казахско-ойратской войны 1723—1730 гг., завершившаяся окончательным изгнанием неприятеля с их этнической территории, состоялась приблизительно в 1729—1730 гг. на юго-востоке Казахской степи на «Алакульской стороне» равнины — Итичпес («И т-ичм ес») «к горам, что на север от Аральского моря». Место этого сражения, по словам А. А. Диваева, с того времени получило название Анракай, то есть «место стонов и рыданий, потому что здесь произошло поголовное истребление калмыков».

## Вопрос о подлинности события
История Аныракайского сражения в последнее время является одной из наиболее излюбленных тем для новейшего казахского мифотворчества. Это связано далеко не только с ее большим патриотическим звучанием в деле формирования новой идеологии суверенного национально-государственного строительства, но и во многом — с отсутствием в историографии Казахстана каких-либо документальных аутентичных источников, посвященных указанному историческому событию. Народная память о нем сохранилась исключительно в исторических легендах и преданиях, а также в данных народной топонимики. Причем самое первое предание казахов о легендарном сражении их предков с джунгарами дошло до образованной общественности России только 175 лет спустя после него (1905 г.) в письменном изложении видного дореволюционного исследователя и собирателя казахского фольклора А. А. Диваева.
В начале советского периода история казахско-джунгарской войны 1723—1730 гг., кратко рассмотренная А. А. Диваевым на основе казахских фольклорных материалов, получила более подробное и обстоятельное освещение в двух специальных статьях (1927, 1929 гг.) профессионального инженера-железнодорожника и исследователя истории казахского народа М. Тынышпаева. Они заметно выделяются среди всех предшествующих и последующих советских трудов по джунгарской проблеме главным образом тем, что в них предпринята единственная в науке серьезная попытка дать более или менее точную пространственно-географическую и хронологическую локализацию событий победоносного наступления казахских отрядов против джунгар на территории Южного и Юго-Восточного Казахстана.
Материалами статей А. А. Диваева и М. Тынышпаева круг более или менее достоверных источников знаний об истории Аныракайского сражения в новейших изданиях казахстанских публицистов и профессиональных историков в основном замыкается. Дальше же начинаются, как правило, вольные дилетантские фантазии на эту тему, где главными объектами исторического мифотворчества выступают проблема места исторической битвы, общее количество задействованных в ней людей с обеих сторон, сам ход сражения и имена его непосредственных участников. По сути, они представляют собой гипостазированные ретрансляции тех или иных позднейших записей (советских и современных) народного фольклора об этом событии, которые несут на себе сильный отпечаток различных идеологических штампов и стереотипов, навеянных разновременными сообщениями казахстанских СМИ и школьных учебников по истории дореволюционного Казахстана.
В поэтическом наследии казахских жырау (фольклорные записи литературных произведений) Бухара жырау, Умбетая жырау, Татикара жырау, а также в опубликованных в дореволюционном прошлом работах горного инженера А. Влангали (1851—1852 гг.) и казахских исследователей Ч. Валиханова, М.-Ж. Копеева, Ш. Кудайбердиева и др. Аныракайская битва ни у кого из перечисленных народных поэтов и дореволюционных историков вообще не упоминается.

## Значение
В современной казахской историографии принято (вопреки отсутствию исторических свидетельств, подтверждающих сам факт битвы) считать, что это легендарное сражение завершилось победой казахского войска, а также положило начало гибели Джунгарского ханства (которое в действительности было уничтожено войсками маньчжурской империи Цин в ходе Третьей ойрато-маньчжурской войны в 1755—1759 гг.).